# 26998 Iriso
26998 Iriso este un asteroid din centura principală de asteroizi.

## Descriere
26998 Iriso este un asteroid din centura principală de asteroizi. A fost descoperit pe 25 decembrie 1997 la Chichibu de Naoto Satō. Asteroidul prezintă o orbită caracterizată de o semiaxă mare de 3,21 ua, o excentricitate de 0,18 și o înclinație de 14,6° în raport cu ecliptica.